# Caribena
Genre
Caribena est un genre d'araignées mygalomorphes de la famille des Theraphosidae.

## Distribution
Les espèces de ce genre sont endémiques des Antilles.

## Liste des espèces
Selon World Spider Catalog (version 18.0, 10/03/2017) :
- Caribena laeta (C. L. Koch, 1842)
- Caribena versicolor (Walckenaer, 1837)

## Publication originale
- Fukushima & Bertani, 2017 : Taxonomic revision and cladistic analysis of Avicularia Lamarck, 1818 (Araneae, Theraphosidae, Aviculariinae) with description of three new aviculariine genera. ZooKeys, no 659, p. 1-185 (texte intégral).